# Elbridge Bryant
Elbridge "Al" Bryant (n. 28 septembrie 1939 – d. 26 octombrie 1975) a fost un cântăreț american,în registrul de tenor și unul dintre membrii fondatori ai trupei The Temptations.

## Biografie
Bryant (cunoscut ca "Al" ori "Bones") s-a născut în Thomasville, Georgia. S-a mutat mai apoi la Detroit, Michigan, unde l-a cunoscut pe Otis Williams, cu care a devenit prieten. Williams și Bryant au cântat împreună în diverse acte muzicale, incluzând Otis Williams & the Siberians, El Domingoes și The Distants. A format trupa Elgins în 1960 împreună cu Melvin Franklin (fostul coleg de la The Distants) și Otis Williams, la care s-au adăugat Eddie Kendricks și Paul Williams de la trupa The Primes. Înainte de a semna pentru casa de discuri Miracle Records (o companie subsidiară celebrei Motown Records), muzicienii de la The Elgins au decis să-și schimbe numele în The Temptations.